# Minas Tirith (Gondor)
Minas Tirith (sindarsky Strážní věž), původně Minas Anor (sindarsky Věž Slunce) je opevněné město ve fiktivním světě J. R. R. Tolkiena Středozem v Gondoru. Ve druhé polovině Třetího věku se stalo hlavním městem Gondoru. Je též nazýváno Bílým městem nebo Městem králů. Rohirové jej též ve svém jazyce nazývají Mundburg.

## Popis
Město Minas Tirith bylo postaveno na hoře Mindolluina na východní straně Ered Nimrais, směřující na východ k Pelenorským polím, Osgiliathu a k Hoře osudu v Mordoru.
Město bylo rozděleno na sedm úrovní vytesaných do stěn kopce. Každá byla zhruba 100 stop vysoká, obklopená bílým opevněním s bránou na nižší úroveň. Z nejvyšší úrovně vybíhal dopředu ostroh končící až nad první úrovní. Zde se nacházela citadela a věž, kde byl uložený palantír.

## Dějiny

### Založení města
Minas Anor (věž zapadajícího slunce) založil Anárion roku 3320 Druhého věku. Město bylo sestrou Minas Ithil (věž vycházejícího měsíce) založeného Isildurem. Ostoher r. 120 Třetího věku město přestavěl a po velkém moru se Minas Anor stalo hlavním městem království. Král Tarondor přesunul královský dům z Osgiliathu do Minas Anor v roce 1640 T. v. V roce 2002 dobyl Minas Ithil Pán nazgûlů a Minas Anor se přejmenovalo na Minas Tirith.

### Válka o Prsten
Sauronova vojska vedená Pánem nazgûlů ve válce o prsten město oblehla a prorazila první bránu. Pán nazgûlů byl však s vojskem v bitvě na Pelennorských polích s pomocí Rohirů a Aragornových posil poražen. Při této bitvě byl zabit rohanský král Théoden.
V době války zde panoval Denethor, otec Boromira a Faramira.

### Čtvrtý věk
Po zničení Jednoho prstenu přivedl Gimli část trpasličího lidu z Ereboru do Gondoru a ti vykovali novou bránu z mithrilu a oceli.